# Manchester United FC in het seizoen 2016/17
Dit artikel beschrijft de prestaties van de Engelse voetbalclub Manchester United FC in het seizoen 2016–2017.

## Gebeurtenissen
Het bestuur maakte na het seizoen 2015/16 een einde aan de samenwerking met hoofdcoach Louis van Gaal. Enkele dagen later, op 27 mei 2016, werd José Mourinho officieel voorgesteld als de nieuwe trainer van Manchester United. Mourinho was in het verleden de assistent van Van Gaal. Assistent-coach Ryan Giggs besloot de club na de komst van Mourinho te verlaten.
Manchester United had met een bedrag van 689 miljoen euro in 2016 de hoogste omzet van alle Europese voetbalclubs. Dat bleek uit de jaarlijkse rapportage van de UEFA over de financiële huishouding in het Europese clubvoetbal. De salarissen vertoonde over de hele linie een stijging van 8,6 procent. Dat percentage lag net onder de toename van de omzet van de circa zevenhonderd clubs, die in totaal 18,5 miljard euro bedroeg, tegen 16,9 miljard in 2015. In 1996 bedroeg dat bedrag nog maar 2,8 miljard. De Engelse clubs betaalden de hoogste bedragen aan de voetballers, met een gemiddelde salarispost van 153,9 miljoen euro per club.

## Spelerskern
| Nr.           | Naam                   | Nationaliteit | Geboortedatum | Vorige club         |
| ------------- | ---------------------- | ------------- | ------------- | ------------------- |
| Keepers       |                        |               |               |                     |
| 1             | David de Gea           | Spanje        | 07-11-1990    | Atlético Madrid     |
| 20            | Sergio Romero          | Argentinië    | 22-02-1987    | Sampdoria           |
| 32            | Sam Johnstone          | Engeland      | 25-03-1993    | Preston North End   |
| 40            | Joel Castro Pereira    | Portugal      | 28-06-1996    | Belenenses          |
| Verdedigers   |                        |               |               |                     |
| 3             | Eric Bailly            | Ivoorkust     | 12-04-1994    | Villarreal          |
| 4             | Phil Jones             | Engeland      | 21-02-1992    | Blackburn Rovers    |
| 5             | Marcos Rojo            | Argentinië    | 20-03-1990    | Sporting Lissabon   |
| 12            | Chris Smalling         | Engeland      | 22-11-1989    | Fulham              |
| 17            | Daley Blind            | Nederland     | 09-03-1990    | Ajax                |
| 23            | Luke Shaw              | Engeland      | 12-07-1995    | Southampton         |
| 24            | Timothy Fosu-Mensah    | Nederland     | 02-01-1998    | /                   |
| 36            | Matteo Darmian         | Italië        | 02-12-1989    | Torino              |
| 38            | Axel Tuanzebe          | Engeland      | 14-11-1997    | /                   |
| Middenvelders |                        |               |               |                     |
| 6             | Paul Pogba             | Frankrijk     | 15-03-1993    | Juventus            |
| 8             | Juan Mata              | Spanje        | 28-04-1988    | Chelsea             |
| 14            | Jesse Lingard          | Engeland      | 15-12-1992    | /                   |
| 16            | Michael Carrick        | Engeland      | 28-07-1981    | Tottenham Hotspur   |
| 18            | Ashley Young           | Engeland      | 09-07-1985    | Aston Villa         |
| 21            | Ander Herrera          | Spanje        | 14-08-1989    | Athletic Bilbao     |
| 22            | Henrich Mchitarjan     | Armenië       | 21-01-1989    | Borussia Dortmund   |
| 25            | Antonio Valencia       | Ecuador       | 04-08-1985    | Wigan Athletic      |
| 27            | Marouane Fellaini      | België        | 22-11-1987    | Everton             |
| 31            | Bastian Schweinsteiger | Duitsland     | 01-08-1984    | Bayern München      |
| 35            | Demetri Mitchell       | Engeland      | 11-01-1997    | /                   |
| 39            | Scott McTominay        | Schotland     | 08-12-1996    | /                   |
| 46            | Josh Harrop            | Engeland      | 15-12-1995    | /                   |
| 47            | Angel Gomes            | Engeland      | 31-08-2000    | /                   |
| Aanvallers    |                        |               |               |                     |
| 9             | Zlatan Ibrahimović     | Zweden        | 03-10-1981    | Paris Saint-Germain |
| 10            | Wayne Rooney           | Engeland      | 24-10-1985    | Everton             |
| 11            | Anthony Martial        | Frankrijk     | 05-12-1995    | AS Monaco           |
| 19            | Marcus Rashford        | Engeland      | 31-10-1997    | /                   |

- = Aanvoerder

### Technische staf
|                 |                      |               |
| Functie         | Naam                 | Nationaliteit |
| Coach           | José Mourinho (foto) | Portugal      |
| Assistent-coach | Rui Faria            | Portugal      |
| Assistent-coach | Silvino Louro        | Portugal      |
| Keeperstrainer  | Emilio Alvarez       | Spanje        |
| Fitness coach   | Carlos Lalin         | Spanje        |
| Scout           | Ricardo Formosinho   | Portugal      |
| Videoanalist    | Giovanni Cerra       | Italië        |

## Resultaten
Een overzicht van de competities waaraan Manchester United in het seizoen 2016-2017 deelnam. 
| Premier League | FA Cup      | League Cup | Community Shield | Europa League |
| -------------- | ----------- | ---------- | ---------------- | ------------- |
|                |             |            |                  |               |
| Zesde          | Kwartfinale | Winnaar    | Winnaar          | Winnaar       |

## Uitrustingen
Shirtsponsor: Chevrolet

Sportmerk: adidas
| Thuis | Uit | Alternatief | Doelman | Doelman |

## Transfers

### Zomer
| Naam               | Nationaliteit     | Van/naar            | Type           |
| ------------------ | ----------------- | ------------------- | -------------- |
| Inkomend           |                   |                     |                |
| Zlatan Ibrahimović | Zweden            | Paris Saint-Germain | Transfervrij   |
| Eric Bailly        | Ivoorkust         | Villarreal          | € 40.000.000   |
| Henrich Mchitarjan | Armenië           | Borussia Dortmund   | € 32.000.000   |
| Paul Pogba         | Frankrijk         | Juventus            | € 105.000.000  |
| TOTAAL UITGAVEN:   | TOTAAL UITGAVEN:  | TOTAAL UITGAVEN:    | € 177.000.000  |
| Uitgaand           |                   |                     |                |
| Nick Powell        | Engeland          | Wigan Athletic      | Einde contract |
| Víctor Valdés      | Spanje            | Middlesbrough       | Einde contract |
| George Dorrington  | Engeland          | Huddersfield Town   | Einde contract |
| Tyler Reid         | Engeland          | Swansea City        | niet bekend    |
| Joe Rothwell       | Engeland          | Oxford United       | Transfervrij   |
| Ashley Fletcher    | Engeland          | West Ham United     | Transfervrij   |
| Jimmy Dunne        | Ierland           | Burnley             | Transfervrij   |
| Patrick McNair     | Noord-Ierland     | Sunderland          | € 6.500.000    |
| Donald Love        | Schotland         | Sunderland          | € 6.500.000    |
| TOTAAL INKOMSTEN:  | TOTAAL INKOMSTEN: | TOTAAL INKOMSTEN:   | € 6.500.000    |

### Winter
| Naam                   | Nationaliteit     | Van/naar          | Type         |
| ---------------------- | ----------------- | ----------------- | ------------ |
| Uitgaand               |                   |                   |              |
| Morgan Schneiderlin    | Frankrijk         | Everton           | € 27.300.000 |
| Memphis Depay          | Nederland         | Olympique Lyon    | € 18.600.000 |
| Bastian Schweinsteiger | Duitsland         | Chicago Fire      | Transfervrij |
| TOTAAL INKOMSTEN:      | TOTAAL INKOMSTEN: | TOTAAL INKOMSTEN: | € 45.900.000 |

### Verhuurde spelers
| Naam             | Nationaliteit | Van/naar            | Begin huur       | Einde huur   |
| ---------------- | ------------- | ------------------- | ---------------- | ------------ |
| Uitgaand         |               |                     |                  |              |
| Guillermo Varela | Uruguay       | Eintracht Frankfurt | 23 juli 2016     | 30 juni 2017 |
| Adnan Januzaj    | België        | Sunderland          | 12 augustus 2016 | 30 juni 2017 |
| Andreas Pereira  | Brazilië      | Granada             | 27 augustus 2016 | 30 juni 2017 |
| James Wilson     | Engeland      | Derby County        | 20 augustus 2016 | 30 juni 2017 |
| Sam Johnstone    | Engeland      | Aston Villa         | 5 januari 2017   | 30 juni 2017 |
| Joe Riley        | Engeland      | Sheffield United    | 17 januari 2017  | 30 juni 2017 |

## Community Shield

### Wedstrijden
| Wedstrijddetails                             | Thuisploeg     | Uitslag     | Uitploeg                    | Opstelling | Kaarten    |
| -------------------------------------------- | -------------- | ----------- | --------------------------- | --- | ---------- |
| FA Community Shield                          |                |             |                             | |            |
| 7 augustus 2016 17:00 Wembley Stadium Londen | Leicester City | 1-2         | Manchester United           | De Gea Valencia, Bailly, Blind, Shaw (69' Rojo) Carrick (61' Herrera), Fellaini, Rooney (88' Schneiderlin) Lingard (63' Mata)(90+3' Mchitarjan), Ibrahimović, Martial (70' Rashford) | 71' Bailly |
| 7 augustus 2016 17:00 Wembley Stadium Londen | 52' Vardy      | 0-1 1-1 1-2 | 32' Lingard 83' Ibrahimović | De Gea Valencia, Bailly, Blind, Shaw (69' Rojo) Carrick (61' Herrera), Fellaini, Rooney (88' Schneiderlin) Lingard (63' Mata)(90+3' Mchitarjan), Ibrahimović, Martial (70' Rashford) | 71' Bailly |

## Premier League

### Wedstrijden
| Wedstrijddetails                                       | Thuisploeg                                   | Uitslag             | Uitploeg                                    | Opstelling | Kaarten                                                     |
| ------------------------------------------------------ | -------------------------------------------- | ------------------- | ------------------------------------------- | --- | ----------------------------------------------------------- |
| Heenronde                                              |                                              |                     |                                             | |                                                             |
| 14 augustus 2016 14:30 Dean Court Bournemouth          | Bournemouth                                  | 1-3                 | Manchester United                           | De Gea Valencia, Bailly, Blind, Shaw Fellaini, Herrera, Rooney (89' Depay) Mata (75' Mchitarjan), Ibrahimović, Martial (85' Schneiderlin)        | 86' Herrera                                                 |
| 14 augustus 2016 14:30 Dean Court Bournemouth          | 69' Smith                                    | 0-1 0-2 0-3 1-3     | 40' Mata 59' Rooney 64' Ibrahimović         | De Gea Valencia, Bailly, Blind, Shaw Fellaini, Herrera, Rooney (89' Depay) Mata (75' Mchitarjan), Ibrahimović, Martial (85' Schneiderlin)        | 86' Herrera                                                 |
| 19 augustus 2016 21:00 Old Trafford Manchester         | Manchester United                            | 2-0                 | Southampton FC                              | De Gea Valencia, Bailly, Blind, Shaw Fellaini, Pogba, Rooney (89' Smalling) Mata (76' Mchitarjan), Ibrahimović, Martial (82' Herrera)            |                                                             |
| 19 augustus 2016 21:00 Old Trafford Manchester         | 36' Ibrahimović 52' Ibrahimović              | 1-0 2-0             |                                             | De Gea Valencia, Bailly, Blind, Shaw Fellaini, Pogba, Rooney (89' Smalling) Mata (76' Mchitarjan), Ibrahimović, Martial (82' Herrera)            |                                                             |
| 27 augustus 2016 18:30 KCOM Stadium Hull               | Hull City                                    | 0-1                 | Manchester United                           | De Gea Valencia, Bailly, Blind, Shaw Fellaini, Pogba, Rooney (90+4' Smalling) Mata (71' Rashford), Ibrahimović, Martial (60' Mchitarjan)         | 23' Fellaini 76' Rooney 90+3' Rashford                      |
| 27 augustus 2016 18:30 KCOM Stadium Hull               |                                              | 0-1                 | 90+2' Rashford                              | De Gea Valencia, Bailly, Blind, Shaw Fellaini, Pogba, Rooney (90+4' Smalling) Mata (71' Rashford), Ibrahimović, Martial (60' Mchitarjan)         | 23' Fellaini 76' Rooney 90+3' Rashford                      |
| 10 september 2016 13:30 Old Trafford Manchester        | Manchester United                            | 1-2                 | Manchester City                             | De Gea Valencia, Bailly, Blind, Shaw (81' Martial) Fellaini, Pogba, Rooney Mchitarjan (46' Herrera), Ibrahimović, Lingard (46' Rashford)         | 45+1' Bailly 51' Ibrahimović 52' Fellaini 83' Rooney        |
| 10 september 2016 13:30 Old Trafford Manchester        | 42' Ibrahimović                              | 0-1 0-2 1-2         | 15' De Bruyne 36' Iheanacho                 | De Gea Valencia, Bailly, Blind, Shaw (81' Martial) Fellaini, Pogba, Rooney Mchitarjan (46' Herrera), Ibrahimović, Lingard (46' Rashford)         | 45+1' Bailly 51' Ibrahimović 52' Fellaini 83' Rooney        |
| 18 september 2016 13:00 Vicarage Road Stadium Watford  | Watford FC                                   | 3-1                 | Manchester United                           | De Gea Valencia (62' Mata), Bailly, Smalling, Shaw (85' Depay) Fellaini, Pogba, Rooney Martel (38' Young), Ibrahimović, Rashford                 | 75' Pogba 88' Fellaini 89' Depay 90+2' Rooney               |
| 18 september 2016 13:00 Vicarage Road Stadium Watford  | 34' Capoue 83' Zúñiga 90+5' Deeney (pen.)    | 1-0 1-1 2-1 3-1     | 62' Rashford                                | De Gea Valencia (62' Mata), Bailly, Smalling, Shaw (85' Depay) Fellaini, Pogba, Rooney Martel (38' Young), Ibrahimović, Rashford                 | 75' Pogba 88' Fellaini 89' Depay 90+2' Rooney               |
| 24 september 2016 13:30 Old Trafford Manchester        | Manchester United                            | 4-1                 | Leicester City                              | De Gea Valencia, Bailly, Smalling, Blind Herrera, Pogba, Mata (87' Young) Lingard (78' Carrick), Ibrahimović, Rashford (83' Rooney)              |                                                             |
| 24 september 2016 13:30 Old Trafford Manchester        | 22' Smalling 37' Mata 40' Rashford 42' Pogba | 1-0 2-0 3-0 4-0 4-1 | 59' Gray                                    | De Gea Valencia, Bailly, Smalling, Blind Herrera, Pogba, Mata (87' Young) Lingard (78' Carrick), Ibrahimović, Rashford (83' Rooney)              |                                                             |
| 2 oktober 2016 13:00 Old Trafford Manchester           | Manchester United                            | 1-1                 | Stoke City                                  | De Gea Valencia, Bailly, Smalling, Blind Herrera (84' Depay), Pogba, Mata (67' Rooney) Lingard (67' Martial), Ibrahimović, Rashford (83' Rooney) | 13' Valencia 55' Herrera 56' Ibrahimović                    |
| 2 oktober 2016 13:00 Old Trafford Manchester           | 69' Martial                                  | 1-0 1-1             | 82' Allen                                   | De Gea Valencia, Bailly, Smalling, Blind Herrera (84' Depay), Pogba, Mata (67' Rooney) Lingard (67' Martial), Ibrahimović, Rashford (83' Rooney) | 13' Valencia 55' Herrera 56' Ibrahimović                    |
| 17 oktober 2016 21:00 Anfield Liverpool                | Liverpool FC                                 | 0-0                 | Manchester United                           | De Gea Valencia, Bailly, Smalling, Blind Herrera (84' Depay), Pogba, Mata (67' Rooney) Lingard (67' Martial), Ibrahimović, Rashford (83' Rooney) | 44' Bailly 45+1' Young 90' Ibrahimović 90+1' Fellaini       |
| 17 oktober 2016 21:00 Anfield Liverpool                |                                              |                     |                                             | De Gea Valencia, Bailly, Smalling, Blind Herrera (84' Depay), Pogba, Mata (67' Rooney) Lingard (67' Martial), Ibrahimović, Rashford (83' Rooney) | 44' Bailly 45+1' Young 90' Ibrahimović 90+1' Fellaini       |
| 23 oktober 2016 17:00 Stamford Bridge Londen           | Chelsea FC                                   | 4-0                 | Manchester United                           | De Gea Valencia, Bailly (52' Rojo), Smalling, Blind Fellaini (46' Mata), Herrera, Pogba Rashford, Ibrahimović, Lingard (65' Lingard)             | 29' Bailly 75' Pogba                                        |
| 23 oktober 2016 17:00 Stamford Bridge Londen           | 1' Pedro 21' Cahill 62' Hazard 70' Kanté     | 1-0 2-0 3-0 4-0     |                                             | De Gea Valencia, Bailly (52' Rojo), Smalling, Blind Fellaini (46' Mata), Herrera, Pogba Rashford, Ibrahimović, Lingard (65' Lingard)             | 29' Bailly 75' Pogba                                        |
| 29 oktober 2016 16:00 Old Trafford Manchester          | Manchester United                            | 0-0                 | Burnley FC                                  | De Gea Darmian, Blind, Rojo, Shaw Herrera, Pogba, Mata (73' Fellaini) Lingard (73' Rooney), Ibrahimović, Rashford (82' Depay)                    | 33' Herrera 68' Herrera 84' Pogba                           |
| 29 oktober 2016 16:00 Old Trafford Manchester          |                                              |                     |                                             | De Gea Darmian, Blind, Rojo, Shaw Herrera, Pogba, Mata (73' Fellaini) Lingard (73' Rooney), Ibrahimović, Rashford (82' Depay)                    | 33' Herrera 68' Herrera 84' Pogba                           |
| 6 november 2016 16:00 Liberty Stadium Swansea          | Swansea City                                 | 1-3                 | Manchester United                           | De Gea Young, Jones, Rojo, Darmian Carrick, Fellaini, Pogba (90+4' Fosu-Mensah) Mata (81' Lingard), Ibrahimović, Rooney (89' Schneiderlin)       | 76' Ibrahimović 80' Mata                                    |
| 6 november 2016 16:00 Liberty Stadium Swansea          | 69' Van der Hoorn                            | 0-1 0-2 0-3 1-3     | 15' Pogba 21' Ibrahimović 33' Ibrahimović   | De Gea Young, Jones, Rojo, Darmian Carrick, Fellaini, Pogba (90+4' Fosu-Mensah) Mata (81' Lingard), Ibrahimović, Rooney (89' Schneiderlin)       | 76' Ibrahimović 80' Mata                                    |
| 19 november 2016 13:30 Old Trafford Manchester         | Manchester United                            | 1-1                 | Arsenal FC                                  | De Gea Valencia, Jones, Rojo, Darmian (64' Blind) Herrera, Carrick, Pogba Mata (85' Schneiderlin), Rashford, Martial (63' Rooney)                | 25' Darmian 69' Mata 90+4' Rooney                           |
| 19 november 2016 13:30 Old Trafford Manchester         | 68' Mata                                     | 1-0 1-1             | 89' Giroud                                  | De Gea Valencia, Jones, Rojo, Darmian (64' Blind) Herrera, Carrick, Pogba Mata (85' Schneiderlin), Rashford, Martial (63' Rooney)                | 25' Darmian 69' Mata 90+4' Rooney                           |
| 27 november 2016 17:30 Old Trafford Manchester         | Manchester United                            | 1-1                 | West Ham United                             | De Gea Valencia, Jones, Rojo, Darmian Herrera, Pogba, Mata (65' Mchitarjan) Lingard (85' Fellaini), Ibrahimović, Rashford (65' Rooney)           | 27' Pogba 88' Fellaini 90+1' Valencia                       |
| 27 november 2016 17:30 Old Trafford Manchester         | 21' Ibrahimović                              | 0-1 1-1             | 2' Sakho                                    | De Gea Valencia, Jones, Rojo, Darmian Herrera, Pogba, Mata (65' Mchitarjan) Lingard (85' Fellaini), Ibrahimović, Rashford (65' Rooney)           | 27' Pogba 88' Fellaini 90+1' Valencia                       |
| 4 december 2016 17:00 Goodison Park Liverpool          | Everton FC                                   | 1-1                 | Manchester United                           | De Gea Valencia, Jones, Rojo, Darmian Herrera, Carrick, Pogba Mchitarjan (85' Fellaini), Ibrahimović, Martial (83' Rashford)                     | 16' Rojo 88' Fellaini 88' De Gea                            |
| 4 december 2016 17:00 Goodison Park Liverpool          | 89' Baines (pen.)                            | 0-1 1-1             | 42' Ibrahimović                             | De Gea Valencia, Jones, Rojo, Darmian Herrera, Carrick, Pogba Mchitarjan (85' Fellaini), Ibrahimović, Martial (83' Rashford)                     | 16' Rojo 88' Fellaini 88' De Gea                            |
| 11 december 2016 15:15 Old Trafford Manchester         | Manchester United                            | 1-0                 | Tottenham Hotspur                           | De Gea Valencia, Jones, Rojo, Darmian Herrera (90+7' Fellaini), Carrick, Pogba Mchitarjan (85' Bailly), Ibrahimović, Martial (72' Rashford)      | 32' Valencia 64' Pogba 76' Mchitarjan                       |
| 11 december 2016 15:15 Old Trafford Manchester         | 29' Mchitarjan                               | 1-0                 |                                             | De Gea Valencia, Jones, Rojo, Darmian Herrera (90+7' Fellaini), Carrick, Pogba Mchitarjan (85' Bailly), Ibrahimović, Martial (72' Rashford)      | 32' Valencia 64' Pogba 76' Mchitarjan                       |
| 14 december 2016 21:00 Selhurst Park Londen            | Crystal Palace                               | 1-2                 | Manchester United                           | De Gea Bailly (52' Darmian), Jones, Rojo, Blind Herrera, Carrick, Pogba Mata (70' Lingard), Ibrahimović, Rooney (80' Rashford)                   | 38' Rojo 70' Pogba 84' Rashford                             |
| 14 december 2016 21:00 Selhurst Park Londen            | 66' McArthur                                 | 0-1 1-1 1-2         | 45+2' Pogba 88' Ibrahimović                 | De Gea Bailly (52' Darmian), Jones, Rojo, Blind Herrera, Carrick, Pogba Mata (70' Lingard), Ibrahimović, Rooney (80' Rashford)                   | 38' Rojo 70' Pogba 84' Rashford                             |
| 17 december 2016 18:30 The Hawthorns West Bromwich     | West Bromwich Albion                         | 0-2                 | Manchester United                           | De Gea Valencia, Jones, Rojo, Darmian Herrera (90+2' Smalling), Carrick, Pogba Lingard (77' Rashford), Ibrahimović, Rooney (84' Fellaini)        | 24' Ibrahimović 57' Lingard 65' Rojo                        |
| 17 december 2016 18:30 The Hawthorns West Bromwich     |                                              | 0-1 0-2             | 5' Ibrahimović 56' Ibrahimović              | De Gea Valencia, Jones, Rojo, Darmian Herrera (90+2' Smalling), Carrick, Pogba Lingard (77' Rashford), Ibrahimović, Rooney (84' Fellaini)        | 24' Ibrahimović 57' Lingard 65' Rojo                        |
| 26 december 2016 16:00 Old Trafford Manchester         | Manchester United                            | 3-1                 | Sunderland                                  | De Gea Valencia, Jones, Rojo, Blind Herrera (84' Fellaini), Carrick, Pogba Mata (74' Martial), Ibrahimović, Lingard (62' Mchitarjan)             | 19' Blind                                                   |
| 26 december 2016 16:00 Old Trafford Manchester         | 39' Blind 82' Ibrahimović 86' Mchitarjan     | 1-0 2-0 3-0 3-1     | 90+1' Borini                                | De Gea Valencia, Jones, Rojo, Blind Herrera (84' Fellaini), Carrick, Pogba Mata (74' Martial), Ibrahimović, Lingard (62' Mchitarjan)             | 19' Blind                                                   |
| 31 december 2016 16:00 Old Trafford Manchester         | Manchester United                            | 2-1                 | Middlesbrough FC                            | De Gea Valencia, Bailly, Smalling (72' Rashford), Blind (64' Rojo) Fellaini (64' Mata), Herrera, Pogba Mchitarjan, Ibrahimović, Martial          | 57' Blind                                                   |
| 31 december 2016 16:00 Old Trafford Manchester         | 85' Martial 86' Pogba                        | 0-1 1-1 2-1         | 67' Leadbitter                              | De Gea Valencia, Bailly, Smalling (72' Rashford), Blind (64' Rojo) Fellaini (64' Mata), Herrera, Pogba Mchitarjan, Ibrahimović, Martial          | 57' Blind                                                   |
| Terugronde                                             |                                              |                     |                                             | |                                                             |
| 2 januari 2017 18:15 London Stadium Londen             | West Ham United                              | 0-2                 | Manchester United                           | De Gea Valencia, Jones, Rojo, Darmian (46' Mata) Herrera, Carrick, Pogba Lingard (58' Rashford), Ibrahimović, Mchitarjan (65' Smalling)          |                                                             |
| 2 januari 2017 18:15 London Stadium Londen             |                                              | 0-1 0-2             | 63' Mata 78' Ibrahimović                    | De Gea Valencia, Jones, Rojo, Darmian (46' Mata) Herrera, Carrick, Pogba Lingard (58' Rashford), Ibrahimović, Mchitarjan (65' Smalling)          |                                                             |
| 15 januari 2017 17:00 Old Trafford Manchester          | Manchester United                            | 1-1                 | Liverpool FC                                | De Gea Valencia, Jones, Rojo, Darmian (76' Fellaini) Herrera, Carrick (46' Rooney), Pogba Mchitarjan, Ibrahimović, Martial (65' Mata)            | 90+1' Herrera                                               |
| 15 januari 2017 17:00 Old Trafford Manchester          | 84' Ibrahimović                              | 0-1 1-1             | 27' Milner (pen.)                           | De Gea Valencia, Jones, Rojo, Darmian (76' Fellaini) Herrera, Carrick (46' Rooney), Pogba Mchitarjan, Ibrahimović, Martial (65' Mata)            | 90+1' Herrera                                               |
| 21 januari 2017 16:00 Britannia Stadium Stoke-on-Trent | Stoke City                                   | 1-1                 | Manchester United                           | De Gea Valencia, Smalling, Jones, Blind Fellaini (56' Rashford), Herrera, Pogba Mata (67' Rooney), Ibrahimović, Mchitarjan (73' Lingard)         |                                                             |
| 21 januari 2017 16:00 Britannia Stadium Stoke-on-Trent | 19' Mata (own)                               | 1-0 1-1             | 90+4' Rooney                                | De Gea Valencia, Smalling, Jones, Blind Fellaini (56' Rashford), Herrera, Pogba Mata (67' Rooney), Ibrahimović, Mchitarjan (73' Lingard)         |                                                             |
| 1 februari 2017 21:00 Old Trafford Manchester          | Manchester United                            | 0-0                 | Hull City                                   | De Gea Valencia, Jones (55' Smalling), Rojo, Blind Herrera, Carrick (46' Rooney), Pogba Mchitarjan (62' Mata), Ibrahimović, Rashford             | 84' Rooney                                                  |
| 1 februari 2017 21:00 Old Trafford Manchester          |                                              |                     |                                             | De Gea Valencia, Jones (55' Smalling), Rojo, Blind Herrera, Carrick (46' Rooney), Pogba Mchitarjan (62' Mata), Ibrahimović, Rashford             | 84' Rooney                                                  |
| 5 februari 2017 17:00 King Power Stadium Leicester     | Leicester City                               | 0-3                 | Manchester United                           | De Gea Valencia, Bailly, Smalling, Rojo (46' Blind) Mata (77' Fellaini), Herrera, Pogba, Mchitarjan Ibrahimović, Rashford (83' Young)            | 28' Mata 55' Herrera 56' Pogba 88' De Gea                   |
| 5 februari 2017 17:00 King Power Stadium Leicester     |                                              | 0-1 0-2 0-3         | 42' Mchitarjan 44' Ibrahimović 49' Mata     | De Gea Valencia, Bailly, Smalling, Rojo (46' Blind) Mata (77' Fellaini), Herrera, Pogba, Mchitarjan Ibrahimović, Rashford (83' Young)            | 28' Mata 55' Herrera 56' Pogba 88' De Gea                   |
| 11 februari 2017 16:00 Old Trafford Manchester         | Manchester United                            | 2-0                 | Watford FC                                  | De Gea Valencia, Bailly, Smalling, Blind Herrera, Pogba, Mchitarjan (89' Lingard) Mata (72' Fellaini), Ibrahimović, Martial (81' Rashford)       | 90+2' Valencia                                              |
| 11 februari 2017 16:00 Old Trafford Manchester         | 32' Mata 60' Martial                         | 1-0 2-0             |                                             | De Gea Valencia, Bailly, Smalling, Blind Herrera, Pogba, Mchitarjan (89' Lingard) Mata (72' Fellaini), Ibrahimović, Martial (81' Rashford)       | 90+2' Valencia                                              |
| 4 maart 2017 13:30 Old Trafford Manchester             | Manchester United                            | 1-1                 | Bournemouth                                 | De Gea Valencia, Jones, Rojo, Shaw (70' Rashford) Carrick (70' Fellaini), Pogba, Rooney (70' Lingard) Mata, Ibrahimović, Martial                 | 39' Ibrahimović 58' Carrick 80' Rashford                    |
| 4 maart 2017 13:30 Old Trafford Manchester             | 23' Rojo                                     | 1-0 1-1             | 40' King (pen.)                             | De Gea Valencia, Jones, Rojo, Shaw (70' Rashford) Carrick (70' Fellaini), Pogba, Rooney (70' Lingard) Mata, Ibrahimović, Martial                 | 39' Ibrahimović 58' Carrick 80' Rashford                    |
| 19 maart 2017 13:00 Riverside Stadium Middlesbrough    | Middlesbrough FC                             | 1-3                 | Manchester United                           | De Gea Bailly, Smalling, Jones, Young Carrick, Fellaini, Mata (69' Rojo) Valencia, Rashford (90+4' Darmian), Lingard (80' Martial)               | 25' Jones                                                   |
| 19 maart 2017 13:00 Riverside Stadium Middlesbrough    | 77' Gestede                                  | 0-1 0-2 1-2 1-3     | 30' Fellaini 62' Lingard 90+3' Valencia     | De Gea Bailly, Smalling, Jones, Young Carrick, Fellaini, Mata (69' Rojo) Valencia, Rashford (90+4' Darmian), Lingard (80' Martial)               | 25' Jones                                                   |
| 1 april 2017 16:00 Old Trafford Manchester             | Manchester United                            | 0-0                 | West Bromwich                               | De Gea Valencia, Bailly, Rojo, Young Carrick, Fellaini, Mchitarjan (74' Rooney) Lingard, Rashford, Martial                                       | 43' Rojo 90+5' Fellaini 90+5' Rooney                        |
| 1 april 2017 16:00 Old Trafford Manchester             |                                              |                     |                                             | De Gea Valencia, Bailly, Rojo, Young Carrick, Fellaini, Mchitarjan (74' Rooney) Lingard, Rashford, Martial                                       | 43' Rojo 90+5' Fellaini 90+5' Rooney                        |
| 4 april 2017 21:00 Old Trafford Manchester             | Manchester United                            | 1-1                 | Everton FC                                  | De Gea Young (65' Shaw), Bailly, Rojo, Blind (46' Pogba) Herrera, Carrick (65' Mchitarjan), Fellaini Lingard, Ibrahimović, Rashford              | 57' Young                                                   |
| 4 april 2017 21:00 Old Trafford Manchester             | 90+4' Ibrahimović (pen.)                     | 0-1 1-1             | 22' Jagielka                                | De Gea Young (65' Shaw), Bailly, Rojo, Blind (46' Pogba) Herrera, Carrick (65' Mchitarjan), Fellaini Lingard, Ibrahimović, Rashford              | 57' Young                                                   |
| 9 april 2017 14:30 Stadium of Light Sunderland         | Sunderland                                   | 0-3                 | Manchester United                           | Romero Darmian, Bailly, Rojo, Shaw (61' Blind) Fellaini, Herrera, Pogba Mchitarjan (78' Martial), Ibrahimović, Lingard (64' Rashford)            | 15' Shaw 64' Lingard 79' Fellaini 82' Martial 90+2' Darmian |
| 9 april 2017 14:30 Stadium of Light Sunderland         |                                              | 0-1 0-2 0-3         | 30' Ibrahimović 46' Mchitarjan 89' Rashford | Romero Darmian, Bailly, Rojo, Shaw (61' Blind) Fellaini, Herrera, Pogba Mchitarjan (78' Martial), Ibrahimović, Lingard (64' Rashford)            | 15' Shaw 64' Lingard 79' Fellaini 82' Martial 90+2' Darmian |
| 16 april 2017 17:00 Old Trafford Manchester            | Manchester United                            | 2-0                 | Chelsea FC                                  | De Gea Bailly, Rojo, Darmian Valencia, Herrera, Fellaini, Pogba, Young (90+3' Fosu-Mensah) Rashford (83' Ibrahimović), Lingard (60' Carrick)     | 73' Herrera 75' Rojo 90+1' Ibrahimović                      |
| 16 april 2017 17:00 Old Trafford Manchester            | 7' Rashford 49' Herrera                      | 1-0 2-0             |                                             | De Gea Bailly, Rojo, Darmian Valencia, Herrera, Fellaini, Pogba, Young (90+3' Fosu-Mensah) Rashford (83' Ibrahimović), Lingard (60' Carrick)     | 73' Herrera 75' Rojo 90+1' Ibrahimović                      |
| 23 april 2017 15:15 Turf Moor Burnley                  | Burnley FC                                   | 0-2                 | Manchester United                           | De Gea Young, Bailly, Blind, Darmian Herrera, Fellaini, Pogba (90' Carrick) Lingard (70' Rashford), Martial (80' Mchitarjan), Rooney             | 78' Rooney                                                  |
| 23 april 2017 15:15 Turf Moor Burnley                  |                                              | 0-1 0-2             | 21' Martial 39' Rooney                      | De Gea Young, Bailly, Blind, Darmian Herrera, Fellaini, Pogba (90' Carrick) Lingard (70' Rashford), Martial (80' Mchitarjan), Rooney             | 78' Rooney                                                  |
| 27 april 2017 21:00 Etihad Stadium Manchester          | Manchester City                              | 0-0                 | Manchester United                           | De Gea Valencia, Bailly, Blind, Darmian Herrera, Carrick, Fellaini Rashford (90+3' Young), Mchitarjan (86' Fosu-Mensah), Martial (80' Lingard)   | 83' Fellaini 84' Fellaini                                   |
| 27 april 2017 21:00 Etihad Stadium Manchester          |                                              |                     |                                             | De Gea Valencia, Bailly, Blind, Darmian Herrera, Carrick, Fellaini Rashford (90+3' Young), Mchitarjan (86' Fosu-Mensah), Martial (80' Lingard)   | 83' Fellaini 84' Fellaini                                   |
| 30 april 2017 13:00 Old Trafford Manchester            | Manchester United                            | 1-1                 | Swansea City                                | De Gea Young, Bailly (61' Darmian), Blind, Shaw (9' Valencia) Herrera, Carrick, Rooney (80' Mchitarjan) Lingard, Rashford, Martial               | 18' Martial 44' Lingard                                     |
| 30 april 2017 13:00 Old Trafford Manchester            | 45+3' Rooney (pen.)                          | 1-0 1-1             | 79' Sigurðsson                              | De Gea Young, Bailly (61' Darmian), Blind, Shaw (9' Valencia) Herrera, Carrick, Rooney (80' Mchitarjan) Lingard, Rashford, Martial               | 18' Martial 44' Lingard                                     |
| 7 mei 2017 17:00 Emirates Stadium Londen               | Arsenal FC                                   | 2-0                 | Manchester United                           | De Gea Tuanzebe, Smalling, Jones, Darmian Herrera (63' Rashford), Carrick, Rooney Mata (84' McTominay), Martial, Mchitarjan (61' Lingard)        |                                                             |
| 7 mei 2017 17:00 Emirates Stadium Londen               | 54' Xhaka 57' Welbeck                        | 1-0 2-0             |                                             | De Gea Tuanzebe, Smalling, Jones, Darmian Herrera (63' Rashford), Carrick, Rooney Mata (84' McTominay), Martial, Mchitarjan (61' Lingard)        |                                                             |
| 14 mei 2017 17:30 White Hart Lane Londen               | Tottenham Hotspur                            | 2-1                 | Manchester United                           | De Gea Bailly, Smalling, Jones, Blind Tuanzebe (61' Herrera), Carrick, Mata (79' Rashford) Lingard (61' Mchitarjan), Martial, Rooney             | 36' Rooney 90+1' Bailly                                     |
| 14 mei 2017 17:30 White Hart Lane Londen               | 6' Wanyama 48' Kane                          | 1-0 2-0 2-1         | 71' Rooney                                  | De Gea Bailly, Smalling, Jones, Blind Tuanzebe (61' Herrera), Carrick, Mata (79' Rashford) Lingard (61' Mchitarjan), Martial, Rooney             | 36' Rooney 90+1' Bailly                                     |
| 17 mei 2017 20:45 St. Mary's Stadium Southampton       | Southampton FC                               | 0-0                 | Manchester United                           | Romero Bailly, Smalling, Jones, Darmian Fellaini (75' Herrera), Tuanzebe (64' Carrick), Mchitarjan Mata (69' Rashford), Rooney, Martial          | 51' Jones                                                   |
| 17 mei 2017 20:45 St. Mary's Stadium Southampton       |                                              |                     |                                             | Romero Bailly, Smalling, Jones, Darmian Fellaini (75' Herrera), Tuanzebe (64' Carrick), Mchitarjan Mata (69' Rashford), Rooney, Martial          | 51' Jones                                                   |
| 21 mei 2017 16:00 Old Trafford Manchester              | Manchester United                            | 2-0                 | Crystal Palace                              | Pereira Fosu-Mensah, Bailly, Jones, Mitchell McTominay, Tuanzebe, Pogba (45' Carrick) Lingard (45+2' Martial), Rooney (88' Gomes), Harrop        | 48' McTominay 74' Carrick                                   |
| 21 mei 2017 16:00 Old Trafford Manchester              | 15' Harrop 19' Pogba                         | 1-0 2-0             |                                             | Pereira Fosu-Mensah, Bailly, Jones, Mitchell McTominay, Tuanzebe, Pogba (45' Carrick) Lingard (45+2' Martial), Rooney (88' Gomes), Harrop        | 48' McTominay 74' Carrick                                   |

### Overzicht
| Speeldag  | 1 | 2 | 3 | 4 | 5 | 6  | 7  | 8  | 9  | 10 | 11 | 12 | 13 | 14 | 15 | 16 | 17 | 18 | 19 | 20 | 21 | 22 | 23 | 24 | 25 | 26 | 27 | 28 | 29 | 30 | 31 | 32 | 33 | 34 | 35 | 36 | 37 | 38 |
| --------- | - | - | - | - | - | -- | -- | -- | -- | -- | -- | -- | -- | -- | -- | -- | -- | -- | -- | -- | -- | -- | -- | -- | -- | -- | -- | -- | -- | -- | -- | -- | -- | -- | -- | -- | -- | -- |
| Resultaat | w | w | w | v | v | w  | g  | g  | v  | g  | w  | g  | g  | g  | w  | w  | w  | w  | w  | w  | g  | g  | g  | w  | w  | g  | w  | g  | g  | w  | w  | w  | g  | g  | v  | v  | g  | w  |
| Punten    | 3 | 6 | 9 | 9 | 9 | 12 | 13 | 14 | 14 | 15 | 18 | 19 | 20 | 21 | 24 | 27 | 30 | 33 | 36 | 39 | 40 | 41 | 42 | 45 | 48 | 49 | 52 | 53 | 54 | 57 | 60 | 63 | 64 | 65 | 65 | 65 | 66 | 69 |
| Positie   | 1 | 2 | 3 | 3 | 7 | 6  | 6  | 7  | 7  | 8  | 6  | 6  | 6  | 6  | 6  | 6  | 6  | 6  | 6  | 6  | 6  | 6  | 6  | 6  | 6  | 6  | 5  | 5  | 6  | 5  | 5  | 5  | 5  | 5  | 5  | 6  | 6  | 6  |

## FA Cup
| FA Cup                                        |                                                             |                 |                              | |                                   |
| Wedstrijddetails                              | Thuisploeg                                                  | Uitslag         | Uitploeg                     | Opstelling | Kaarten                           |
| 1/32 finale                                   |                                                             |                 |                              | |                                   |
| 7 januari 2017 13:30 Old Trafford Manchester  | Manchester United                                           | 4-0             | Reading FC (II)              | Romero Young, Smalling, Rojo (19' Jones), Blind Fellaini, Carrick (78' Fosu-Mensah), Rooney Mata (78' Schweinsteiger), Rashford, Martial      | 54' Young                         |
| 7 januari 2017 13:30 Old Trafford Manchester  | 7' Rooney 15' Martial 75' Rashford 79' Rashford             | 1-0 2-0 3-0 4-0 |                              | Romero Young, Smalling, Rojo (19' Jones), Blind Fellaini, Carrick (78' Fosu-Mensah), Rooney Mata (78' Schweinsteiger), Rashford, Martial      | 54' Young                         |
| 1/16 finale                                   |                                                             |                 |                              | |                                   |
| 29 januari 2017 17:00 Old Trafford Manchester | Manchester United                                           | 4-0             | Wigan Athletic (II)          | Romero (80' Castro) Fosu-Mensah (68' Tuanzebe), Smalling, Rojo, Shaw Fellaini (70' Herrera), Schweinsteiger, Rooney Mata, Martial, Mchitarjan |                                   |
| 29 januari 2017 17:00 Old Trafford Manchester | 44' Fellaini 57' Smalling 74' Mchitarjan 81' Schweinsteiger | 1-0 2-0 3-0 4-0 |                              | Romero (80' Castro) Fosu-Mensah (68' Tuanzebe), Smalling, Rojo, Shaw Fellaini (70' Herrera), Schweinsteiger, Rooney Mata, Martial, Mchitarjan |                                   |
| 1/8 finale                                    |                                                             |                 |                              | |                                   |
| 19 februari 2017 17:15 Ewood Park Blackburn   | Blackburn Rovers (II)                                       | 1-2             | Manchester United            | Romero Young, Smalling, Rojo, Darmian Herrera, Carrick, Mchitarjan Lingard (62' Pogba), Rashford (89' Mata), Martial (62' Ibrahimović)        | 52' Lingard 73' Young             |
| 19 februari 2017 17:15 Ewood Park Blackburn   | 17' Graham                                                  | 1-0 1-1 1-2     | 27' Rashford 75' Ibrahimović | Romero Young, Smalling, Rojo, Darmian Herrera, Carrick, Mchitarjan Lingard (62' Pogba), Rashford (89' Mata), Martial (62' Ibrahimović)        | 52' Lingard 73' Young             |
| Kwartfinale                                   |                                                             |                 |                              | |                                   |
| 13 maart 2017 20:45 Stamford Bridge Londen    | Chelsea FC                                                  | 1-0             | Manchester United            | De Gea Jones, Smalling, Rojo Valencia, Herrera, Pogba, Darmian Mchitarjan (37' Fellaini), Rashford, Young (81' Lingard)                       | 20' Herrera 35' Herrera 79' Young |
| 13 maart 2017 20:45 Stamford Bridge Londen    | 51' Kanté                                                   | 1-0             |                              | De Gea Jones, Smalling, Rojo Valencia, Herrera, Pogba, Darmian Mchitarjan (37' Fellaini), Rashford, Young (81' Lingard)                       | 20' Herrera 35' Herrera 79' Young |

## League Cup
| League Cup                                            |                                                          |                     |                                      | |                                            |
| Wedstrijddetails                                      | Thuisploeg                                               | Uitslag             | Uitploeg                             | Opstelling | Kaarten                                    |
| 1/16 finale                                           |                                                          |                     |                                      | |                                            |
| 21 september 2016 20:45 Sixfields Stadium Northampton | Northampton Town (III)                                   | 1-3                 | Manchester United                    | Romero Fosu-Mensah (55' Rashford), Smalling, Blind, Rojo Carrick, Schneiderlin (73' Fellaini), Herrera Young, Rooney, Depay (55' Ibrahimović) | 74' Blind                                  |
| 21 september 2016 20:45 Sixfields Stadium Northampton | 42' Revell (pen.)                                        | 0-1 1-1 1-2 1-3     | 17' Carrick 68' Herrera 75' Rashford | Romero Fosu-Mensah (55' Rashford), Smalling, Blind, Rojo Carrick, Schneiderlin (73' Fellaini), Herrera Young, Rooney, Depay (55' Ibrahimović) | 74' Blind                                  |
| 1/8 finale                                            |                                                          |                     |                                      | |                                            |
| 26 oktober 2016 21:00 Old Trafford Manchester         | Manchester United                                        | 1-0                 | Manchester City                      | De Gea Valencia, Blind, Rojo, Shaw Carrick, Herrera, Pogba Mata (73' Schneiderlin), Ibrahimović, Rashford (82' Lingard)                       | 26' Valencia 90+1' Pogba 90+1' Ibrahimović |
| 26 oktober 2016 21:00 Old Trafford Manchester         | 54' Mata                                                 | 1-0                 |                                      | De Gea Valencia, Blind, Rojo, Shaw Carrick, Herrera, Pogba Mata (73' Schneiderlin), Ibrahimović, Rashford (82' Lingard)                       | 26' Valencia 90+1' Pogba 90+1' Ibrahimović |
| Kwartfinale                                           |                                                          |                     |                                      | |                                            |
| 30 november 2016 21:00 Old Trafford Manchester        | Manchester United                                        | 4-1                 | West Ham United                      | De Gea Valencia, Jones, Rojo, Shaw (46' Blind) Carrick, Herrera, Rooney Mchitarjan (90' Rashford), Ibrahimović, Martial (86' Schweinsteiger)  | 39' Valencia 53' Rooney                    |
| 30 november 2016 21:00 Old Trafford Manchester        | 2' Ibrahimović 48' Martial 62' Martial 90+3' Ibrahimović | 1-0 1-1 2-1 3-1 4-1 | 35' Fletcher                         | De Gea Valencia, Jones, Rojo, Shaw (46' Blind) Carrick, Herrera, Rooney Mchitarjan (90' Rashford), Ibrahimović, Martial (86' Schweinsteiger)  | 39' Valencia 53' Rooney                    |
| Halve finale                                          |                                                          |                     |                                      | |                                            |
| 10 januari 2017 21:00 Old Trafford Manchester         | Manchester United                                        | 2-0                 | Hull City                            | De Gea Valencia, Smalling, Jones, Darmian Herrera, Pogba, Rooney (59' Martial) Mata (79' Fellaini), Rashford, Mchitarjan (71' Lingard)        |                                            |
| 10 januari 2017 21:00 Old Trafford Manchester         | 56' Mata 87' Fellaini                                    | 1-0 2-0             |                                      | De Gea Valencia, Smalling, Jones, Darmian Herrera, Pogba, Rooney (59' Martial) Mata (79' Fellaini), Rashford, Mchitarjan (71' Lingard)        |                                            |
| 26 januari 2017 20:45 KCOM Stadium Hull               | Hull City                                                | 2-1                 | Manchester United                    | De Gea Darmian, Smalling, Jones, Rojo Herrera, Carrick, Pogba Lingard (79' Rooney), Ibrahimović, Rashford (90+2' Fellaini)                    | 11' Jones 87' Rojo                         |
| 26 januari 2017 20:45 KCOM Stadium Hull               | 35' Huddlestone (pen.) 85' Niasse                        | 1-0 1-1 2-1         | 66' Pogba                            | De Gea Darmian, Smalling, Jones, Rojo Herrera, Carrick, Pogba Lingard (79' Rooney), Ibrahimović, Rashford (90+2' Fellaini)                    | 11' Jones 87' Rojo                         |
| Finale                                                |                                                          |                     |                                      | |                                            |
| 26 februari 2017 17:30 Wembley Stadium Londen         | Manchester United                                        | 3-2                 | Southampton FC                       | De Gea Valencia, Bailly, Smalling, Rojo Herrera, Pogba, Lingard (77' Rashford) Mata (46' Carrick), Ibrahimović, Martial (90' Fellaini)        | 24' Herrera 41' Lingard                    |
| 26 februari 2017 17:30 Wembley Stadium Londen         | 19' Ibrahimović 38' Lingard 87' Ibrahimović              | 1-0 2-0 2-1 2-2 3-2 | 45+1' Gabbiadini 48' Gabbiadini      | De Gea Valencia, Bailly, Smalling, Rojo Herrera, Pogba, Lingard (77' Rashford) Mata (46' Carrick), Ibrahimović, Martial (90' Fellaini)        | 24' Herrera 41' Lingard                    |

## Europa League
| UEFA Europa League                                           |                                                             |                     |                                | |                                               |
| Wedstrijddetails                                             | Thuisploeg                                                  | Uitslag             | Uitploeg                       | Opstelling | Kaarten                                       |
| Groepsfase                                                   |                                                             |                     |                                | |                                               |
| 15 september 2016 19:00 Stadion Feijenoord Rotterdam         | Feyenoord                                                   | 1-0                 | Manchester United              | De Gea Darmian, Bailly, Smalling, Rojo Herrera, Schneiderlin, Pogba Mata (63' Young), Rashford (63' Ibrahimović), Martial (63' Depay)             |                                               |
| 15 september 2016 19:00 Stadion Feijenoord Rotterdam         | 79' Vilhena                                                 | 1-0                 |                                | De Gea Darmian, Bailly, Smalling, Rojo Herrera, Schneiderlin, Pogba Mata (63' Young), Rashford (63' Ibrahimović), Martial (63' Depay)             |                                               |
| 29 september 2016 21:05 Old Trafford Manchester              | Manchester United                                           | 1-0                 | Zorja Loehansk                 | Romero Fosu-Mensah (74' Martial), Bailly, Smalling, Rojo Fellaini, Pogba, Mata (74' Young) Lingard (67' Rooney), Ibrahimović, Rashford            | 63' Bailly                                    |
| 29 september 2016 21:05 Old Trafford Manchester              | 69' Ibrahimović                                             | 1-0                 |                                | Romero Fosu-Mensah (74' Martial), Bailly, Smalling, Rojo Fellaini, Pogba, Mata (74' Young) Lingard (67' Rooney), Ibrahimović, Rashford            | 63' Bailly                                    |
| 20 oktober 2016 21:05 Old Trafford Manchester                | Manchester United                                           | 4-1                 | Fenerbahçe                     | De Gea Darmian, Bailly, Smalling (46' Rojo), Shaw Carrick, Pogba (75' Fosu-Mensah), Mata Lingard (66' Depay), Rooney, Martial                     |                                               |
| 20 oktober 2016 21:05 Old Trafford Manchester                | 31' Pogba (pen.) 34' Martial (pen.) 45+1' Pogba 48' Lingard | 1-0 2-0 3-0 4-0 4-1 | 83' Van Persie                 | De Gea Darmian, Bailly, Smalling (46' Rojo), Shaw Carrick, Pogba (75' Fosu-Mensah), Mata Lingard (66' Depay), Rooney, Martial                     |                                               |
| 3 november 2016 19:00 Şükrü Saracoğlustadion Istanboel       | Fenerbahçe                                                  | 2-1                 | Manchester United              | De Gea Darmian, Blind, Rojo, Shaw Herrera, Schneiderlin (46' Mata), Pogba (30' Ibrahimović) Rashford (61' Mchitarjan), Rooney, Martial            | 12' Schneiderlin 18' Herrera 73' Mata         |
| 3 november 2016 19:00 Şükrü Saracoğlustadion Istanboel       | 2' Sow 59' Lens                                             | 1-0 2-0 2-1         | 89' Rooney                     | De Gea Darmian, Blind, Rojo, Shaw Herrera, Schneiderlin (46' Mata), Pogba (30' Ibrahimović) Rashford (61' Mchitarjan), Rooney, Martial            | 12' Schneiderlin 18' Herrera 73' Mata         |
| 24 november 2016 21:05 Old Trafford Manchester               | Manchester United                                           | 4-0                 | Feyenoord                      | Romero Valencia, Jones, Blind, Shaw Carrick, Pogba, Rooney (82' Depay) Mata (70' Rashford), Ibrahimović, Mchitarjan (82' Lingard)                 |                                               |
| 24 november 2016 21:05 Old Trafford Manchester               | 35' Rooney 69' Mata 74' Jones (own) 90+2' Lingard           | 1-0 2-0 3-0 4-0     |                                | Romero Valencia, Jones, Blind, Shaw Carrick, Pogba, Rooney (82' Depay) Mata (70' Rashford), Ibrahimović, Mchitarjan (82' Lingard)                 |                                               |
| 8 december 2016 19:00 Tsjornomoretsstadion Odessa            | Zorja Loehansk                                              | 0-2                 | Manchester United              | Romero Young, Bailly, Rojo, Blind Herrera, Pogba, Rooney (70' Fellaini) Mata (65' Lingard), Ibrahimović, Mchitarjan (85' Fosu-Mensah)             | 83' Herrera 90' Bailly                        |
| 8 december 2016 19:00 Tsjornomoretsstadion Odessa            |                                                             | 0-1 0-2             | 45' Mchitarjan 88' Ibrahimović | Romero Young, Bailly, Rojo, Blind Herrera, Pogba, Rooney (70' Fellaini) Mata (65' Lingard), Ibrahimović, Mchitarjan (85' Fosu-Mensah)             | 83' Herrera 90' Bailly                        |
| 1/16 finale                                                  |                                                             |                     |                                | |                                               |
| 16 februari 2017 21:05 Old Trafford Manchester               | Manchester United                                           | 3-0                 | AS Saint-Étienne               | Romero Valencia, Bailly, Smalling, Blind Fellaini (46' Lingard), Herrera, Pogba Mata (70' Rashford), Ibrahimović, Martial (85' Young)             | 47' Martial 58' Herrera 67' Lingard 71' Pogba |
| 16 februari 2017 21:05 Old Trafford Manchester               | 15' Ibrahimović 75' Ibrahimović 88' Ibrahimović (pen.)      | 1-0 2-0 3-0         |                                | Romero Valencia, Bailly, Smalling, Blind Fellaini (46' Lingard), Herrera, Pogba Mata (70' Rashford), Ibrahimović, Martial (85' Young)             | 47' Martial 58' Herrera 67' Lingard 71' Pogba |
| 22 februari 2017 18:00 Stade Geoffroy-Guichard Saint-Étienne | AS Saint-Étienne                                            | 0-1                 | Manchester United              | Romero Young, Bailly, Smalling, Blind Fellaini, Carrick (62' Schweinsteiger), Pogba Mata (64' Rojo), Ibrahimović, Mchitarjan (25' Rashford)       | 60' Bailly 63' Bailly                         |
| 22 februari 2017 18:00 Stade Geoffroy-Guichard Saint-Étienne |                                                             | 0-1                 | 16' Mchitarjan                 | Romero Young, Bailly, Smalling, Blind Fellaini, Carrick (62' Schweinsteiger), Pogba Mata (64' Rojo), Ibrahimović, Mchitarjan (25' Rashford)       | 60' Bailly 63' Bailly                         |
| 1/8 finale                                                   |                                                             |                     |                                | |                                               |
| 9 maart 2017 19:00 Olimp-2 Rostov aan de Don                 | FK Rostov                                                   | 1-1                 | Manchester United              | Romero Jones, Smalling, Rojo Young, Fellaini, Herrera (90+2' Carrick), Pogba, Blind (90+2' Valencia) Mchitarjan (67' Martial), Ibrahimović        | 21' Mchitarjan 78' Herrera                    |
| 9 maart 2017 19:00 Olimp-2 Rostov aan de Don                 | 53' Bukharov                                                | 0-1 1-1             | 35' Mchitarjan                 | Romero Jones, Smalling, Rojo Young, Fellaini, Herrera (90+2' Carrick), Pogba, Blind (90+2' Valencia) Mchitarjan (67' Martial), Ibrahimović        | 21' Mchitarjan 78' Herrera                    |
| 16 maart 2017 21:05 Old Trafford Manchester                  | Manchester United                                           | 1-0                 | FK Rostov                      | Romero Bailly, Smalling, Rojo Valencia, Herrera, Pogba (48' Fellaini), Blind (64' Jones) Mata, Ibrahimović, Mchitarjan                            |                                               |
| 16 maart 2017 21:05 Old Trafford Manchester                  | 70' Mata                                                    | 1-0                 |                                | Romero Bailly, Smalling, Rojo Valencia, Herrera, Pogba (48' Fellaini), Blind (64' Jones) Mata, Ibrahimović, Mchitarjan                            |                                               |
| Kwartfinale                                                  |                                                             |                     |                                | |                                               |
| 13 april 2017 21:05 Constant Vanden Stockstadion Anderlecht  | RSC Anderlecht                                              | 1-1                 | Manchester United              | Romero Valencia, Bailly, Rojo, Darmian Carrick, Pogba, Mchitarjan (90+1' Fosu-Mensah) Lingard (63' Martial), Ibrahimović, Rashford (75' Fellaini) | 24' Mchitarjan 47' Carrick 90+2' Fosu-Mensah  |
| 13 april 2017 21:05 Constant Vanden Stockstadion Anderlecht  | 86' Dendoncker                                              | 0-1 1-1             | 36' Mchitarjan                 | Romero Valencia, Bailly, Rojo, Darmian Carrick, Pogba, Mchitarjan (90+1' Fosu-Mensah) Lingard (63' Martial), Ibrahimović, Rashford (75' Fellaini) | 24' Mchitarjan 47' Carrick 90+2' Fosu-Mensah  |
| 20 april 2017 21:05 Old Trafford Manchester                  | Manchester United                                           | 2-1                 | RSC Anderlecht                 | Romero Valencia, Bailly, Rojo (23' Blind), Shaw Carrick, Pogba, Mchitarjan Lingard (60' Fellaini), Ibrahimović (90' Martial), Rashford            |                                               |
| 20 april 2017 21:05 Old Trafford Manchester                  | 10' Mchitarjan 107' Rashford                                | 1-0 1-1 2-1         | 32' Hanni                      | Romero Valencia, Bailly, Rojo (23' Blind), Shaw Carrick, Pogba, Mchitarjan Lingard (60' Fellaini), Ibrahimović (90' Martial), Rashford            |                                               |
| Halve finale                                                 |                                                             |                     |                                | |                                               |
| 4 mei 2017 21:05 Estadio Balaídos Vigo                       | Celta de Vigo                                               | 0-1                 | Manchester United              | Romero Valencia, Bailly, Blind, Darmian Fellaini, Herrera, Pogba Lingard, Rashford (80' Martial), Mchitarjan (78' Young)(89' Smalling)            | 33' Fellaini 85' Pogba                        |
| 4 mei 2017 21:05 Estadio Balaídos Vigo                       |                                                             | 0-1                 | 67' Rashford                   | Romero Valencia, Bailly, Blind, Darmian Fellaini, Herrera, Pogba Lingard, Rashford (80' Martial), Mchitarjan (78' Young)(89' Smalling)            | 33' Fellaini 85' Pogba                        |
| 11 mei 2017 21:05 Old Trafford Manchester                    | Manchester United                                           | 1-1                 | Celta de Vigo                  | Romero Valencia, Bailly, Blind, Darmian Fellaini, Herrera, Pogba Lingard (86' Rooney), Rashford (89' Smalling), Mchitarjan (77' Carrick)          | 32' Blind 81' Herrera 87' Bailly              |
| 11 mei 2017 21:05 Old Trafford Manchester                    | 17' Fellaini                                                | 1-0 1-1             | 85' Roncaglia                  | Romero Valencia, Bailly, Blind, Darmian Fellaini, Herrera, Pogba Lingard (86' Rooney), Rashford (89' Smalling), Mchitarjan (77' Carrick)          | 32' Blind 81' Herrera 87' Bailly              |
| Finale                                                       |                                                             |                     |                                | |                                               |
| 24 mei 2017 20:45 Friends Arena Solna                        | Ajax                                                        | 0-2                 | Manchester United              | Romero Valencia, Smalling, Blind, Darmian Fellaini, Herrera, Pogba Mata (90' Rooney), Rashford (84' Martial), Mchitarjan (74' Lingard)            | 31' Mchitarjan 52' Fellaini 78' Mata          |
| 24 mei 2017 20:45 Friends Arena Solna                        |                                                             | 0-1 0-2             | 18' Pogba 48' Mchitarjan       | Romero Valencia, Smalling, Blind, Darmian Fellaini, Herrera, Pogba Mata (90' Rooney), Rashford (84' Martial), Mchitarjan (74' Lingard)            | 31' Mchitarjan 52' Fellaini 78' Mata          |

### Groepsfase Europa League
Groep A
| #  | Club              | GS | W | G | V | DV | DT | DS | PTN |
| -- | ----------------- | -- | - | - | - | -- | -- | -- | --- |
| 1. | Fenerbahçe        | 6  | 4 | 1 | 1 | 8  | 6  | +2 | 13  |
| 2. | Manchester United | 6  | 4 | 0 | 2 | 12 | 4  | +8 | 12  |
| 3. | Feyenoord         | 6  | 2 | 1 | 3 | 3  | 7  | −4 | 7   |
| 4. | Zorja Loehansk    | 6  | 0 | 2 | 4 | 2  | 8  | −6 | 2   |

## Statistieken
De speler met de meeste wedstrijden is in het groen aangeduid, de speler met de meeste doelpunten in het geel.
| Nr. | Naam                   | Premier League | Premier League | FA Cup | FA Cup | League Cup | League Cup | Community Shield | Community Shield | Europa League | Europa League | Totaal | Totaal |
| Nr. | Naam                   | Wed            | Goals          | Wed    | Goals  | Wed        | Goals      | Wed              | Goals            | Wed           | Goals         | Wed    | Goals  |
| --- | ---------------------- | -------------- | -------------- | ------ | ------ | ---------- | ---------- | ---------------- | ---------------- | ------------- | ------------- | ------ | ------ |
| 1.  | David de Gea           | 35             | 0              | 1      | 0      | 5          | 0          | 1                | 0                | 3             | 0             | 45     | 0      |
| 3.  | Eric Bailly            | 25             | 0              | 0      | 0      | 1          | 0          | 1                | 0                | 11            | 0             | 38     | 0      |
| 4.  | Phil Jones             | 18             | 0              | 2      | 0      | 3          | 0          | 0                | 0                | 3             | 0             | 26     | 0      |
| 5.  | Marcos Rojo            | 21             | 1              | 4      | 0      | 5          | 0          | 1                | 0                | 10            | 0             | 41     | 1      |
| 6.  | Paul Pogba             | 30             | 5              | 2      | 0      | 4          | 1          | 0                | 0                | 15            | 3             | 51     | 9      |
| 7.  | Memphis Depay          | 4              | 0              | 0      | 0      | 1          | 0          | 0                | 0                | 3             | 0             | 8      | 0      |
| 8.  | Juan Mata              | 25             | 6              | 3      | 0      | 3          | 2          | 1                | 0                | 10            | 2             | 42     | 10     |
| 9.  | Zlatan Ibrahimović     | 28             | 17             | 1      | 1      | 5          | 4          | 1                | 1                | 11            | 5             | 46     | 28     |
| 10. | Wayne Rooney           | 25             | 5              | 2      | 1      | 4          | 0          | 1                | 0                | 7             | 2             | 38     | 8      |
| 11. | Anthony Martial        | 25             | 4              | 3      | 1      | 3          | 2          | 1                | 0                | 10            | 1             | 42     | 8      |
| 12. | Chris Smalling         | 18             | 1              | 4      | 1      | 4          | 0          | 0                | 0                | 10            | 0             | 36     | 2      |
| 14. | Jesse Lingard          | 25             | 1              | 2      | 0      | 4          | 1          | 1                | 1                | 10            | 2             | 42     | 5      |
| 16. | Michael Carrick        | 23             | 0              | 2      | 0      | 5          | 1          | 1                | 0                | 7             | 0             | 38     | 1      |
| 17. | Daley Blind            | 23             | 1              | 1      | 0      | 3          | 0          | 1                | 0                | 11            | 0             | 39     | 1      |
| 18. | Ashley Young           | 12             | 0              | 3      | 0      | 1          | 0          | 0                | 0                | 7             | 0             | 23     | 0      |
| 19. | Marcus Rashford        | 32             | 5              | 3      | 3      | 6          | 1          | 1                | 0                | 11            | 2             | 53     | 11     |
| 20. | Sergio Romero          | 2              | 0              | 3      | 0      | 1          | 0          | 0                | 0                | 12            | 0             | 18     | 0      |
| 21. | Ander Herrera          | 31             | 1              | 3      | 0      | 6          | 1          | 1                | 0                | 9             | 0             | 50     | 2      |
| 22. | Henrich Mchitarjan     | 24             | 4              | 3      | 1      | 2          | 0          | 1                | 0                | 11            | 6             | 41     | 11     |
| 23. | Luke Shaw              | 11             | 0              | 1      | 0      | 2          | 0          | 1                | 0                | 4             | 0             | 19     | 0      |
| 24. | Timothy Fosu-Mensah    | 4              | 0              | 2      | 0      | 1          | 0          | 0                | 0                | 4             | 0             | 11     | 0      |
| 25. | Antonio Valencia       | 28             | 1              | 1      | 0      | 4          | 0          | 1                | 0                | 9             | 0             | 43     | 1      |
| 27. | Marouane Fellaini      | 28             | 1              | 3      | 1      | 4          | 1          | 1                | 0                | 11            | 1             | 47     | 4      |
| 28. | Morgan Schneiderlin    | 3              | 0              | 0      | 0      | 2          | 0          | 1                | 0                | 2             | 0             | 8      | 0      |
| 31. | Bastian Schweinsteiger | 0              | 0              | 2      | 1      | 1          | 0          | 0                | 0                | 1             | 0             | 4      | 1      |
| 35. | Demetri Mitchell       | 1              | 0              | 0      | 0      | 0          | 0          | 0                | 0                | 0             | 0             | 1      | 0      |
| 36. | Matteo Darmian         | 18             | 0              | 2      | 0      | 2          | 0          | 0                | 0                | 7             | 0             | 28     | 0      |
| 38. | Axel Tuanzebe          | 4              | 0              | 1      | 0      | 0          | 0          | 0                | 0                | 0             | 0             | 5      | 0      |
| 39. | Scott McTominay        | 2              | 0              | 0      | 0      | 0          | 0          | 0                | 0                | 0             | 0             | 2      | 0      |
| 40. | Joel Castro Pereira    | 1              | 0              | 1      | 0      | 0          | 0          | 0                | 0                | 0             | 0             | 2      | 0      |
| 46. | Josh Harrop            | 1              | 1              | 0      | 0      | 0          | 0          | 0                | 0                | 0             | 0             | 1      | 1      |
| 47. | Angel Gomes            | 1              | 0              | 0      | 0      | 0          | 0          | 0                | 0                | 0             | 0             | 1      | 0      |

## Afbeeldingen

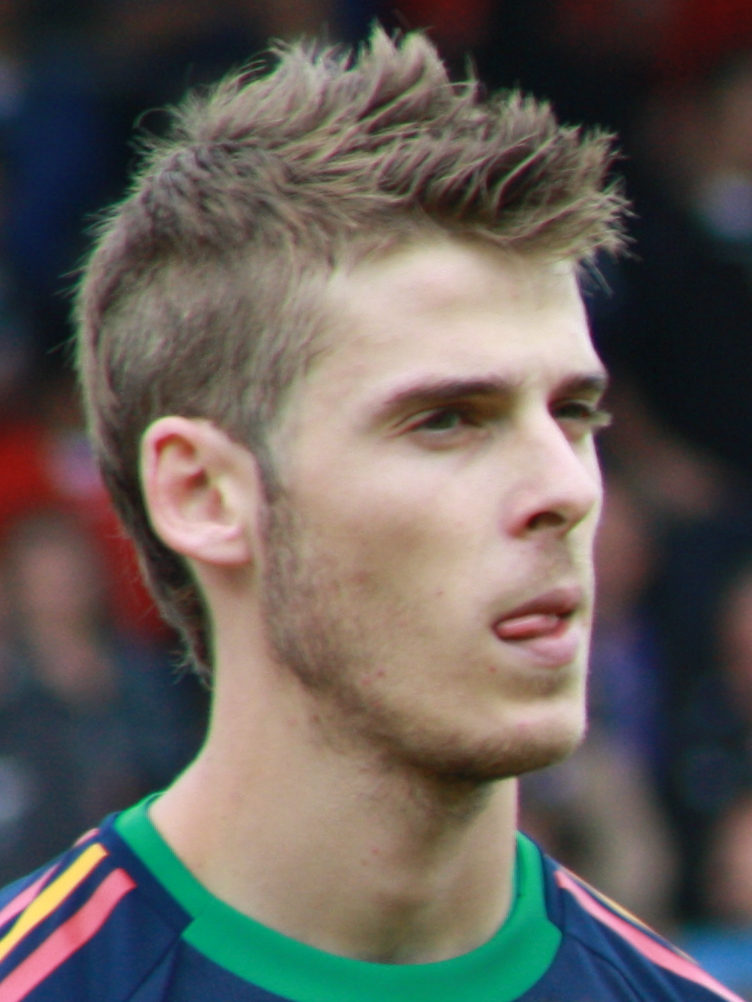
David de Gea (doelman)
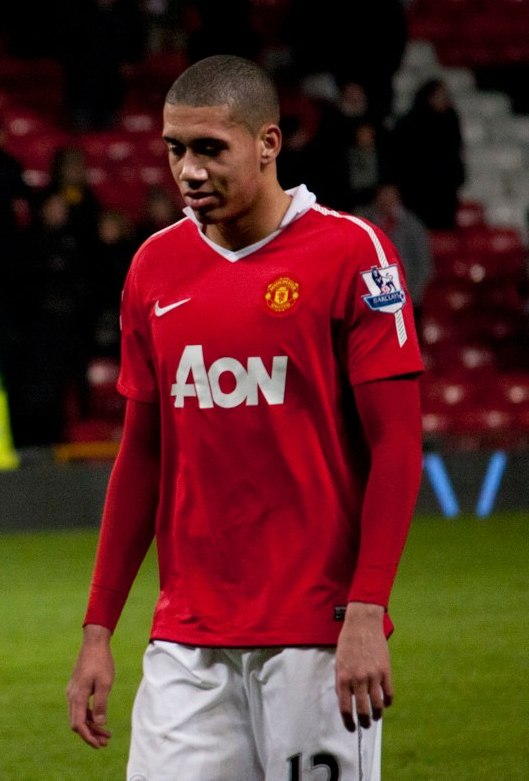
Chris Smalling (verdediger)
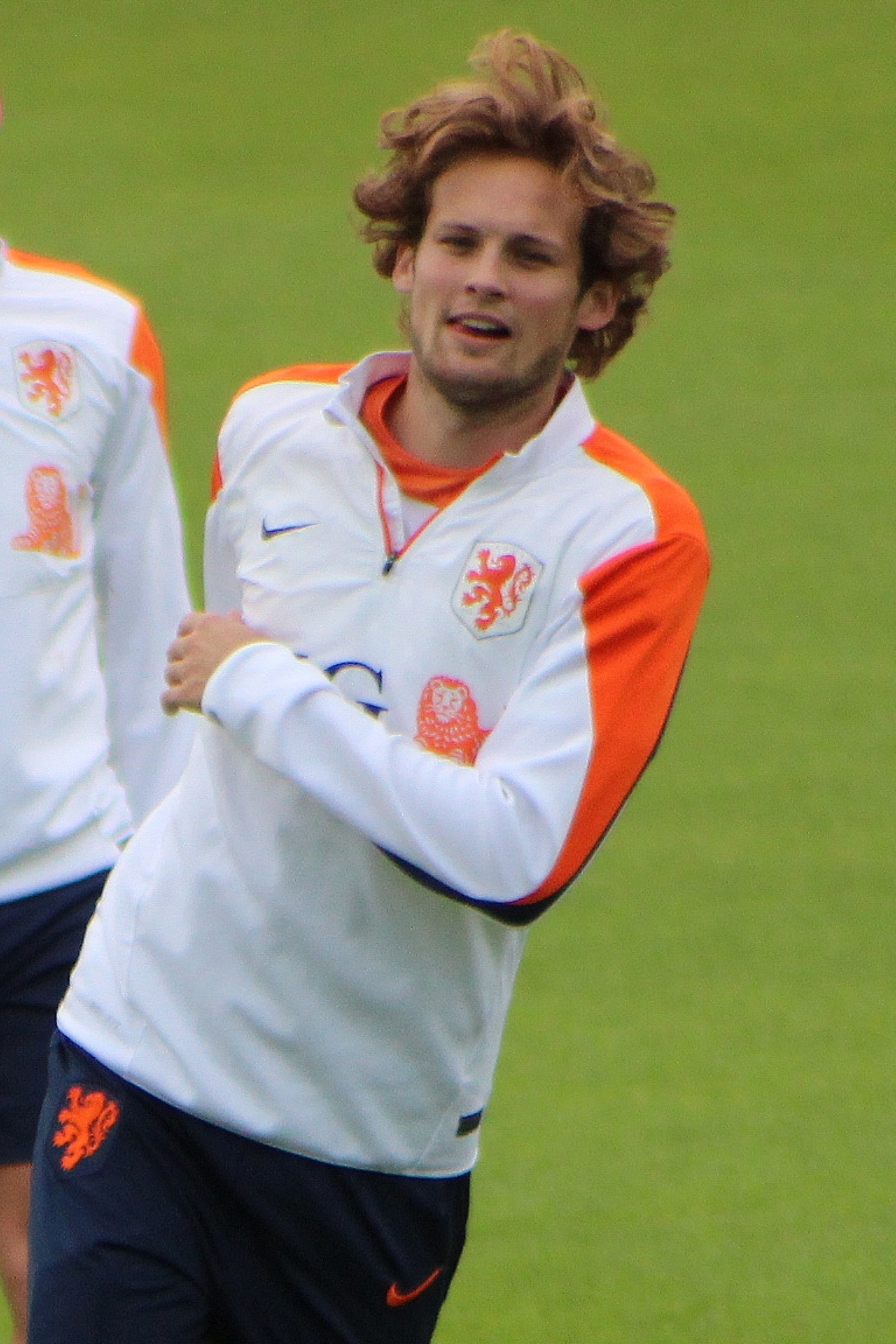
Daley Blind (verdediger)
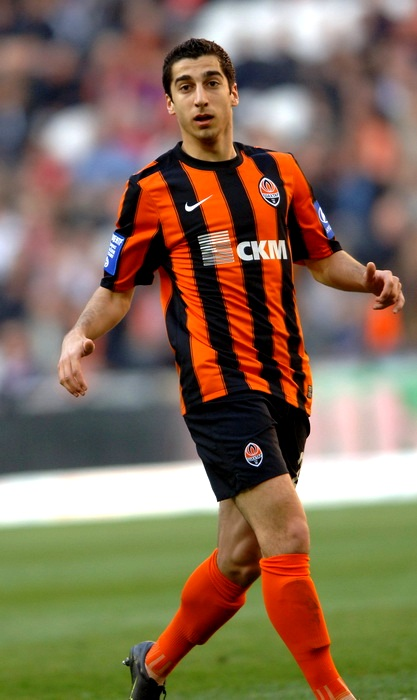
Henrich Mchitarjan (middenvelder)
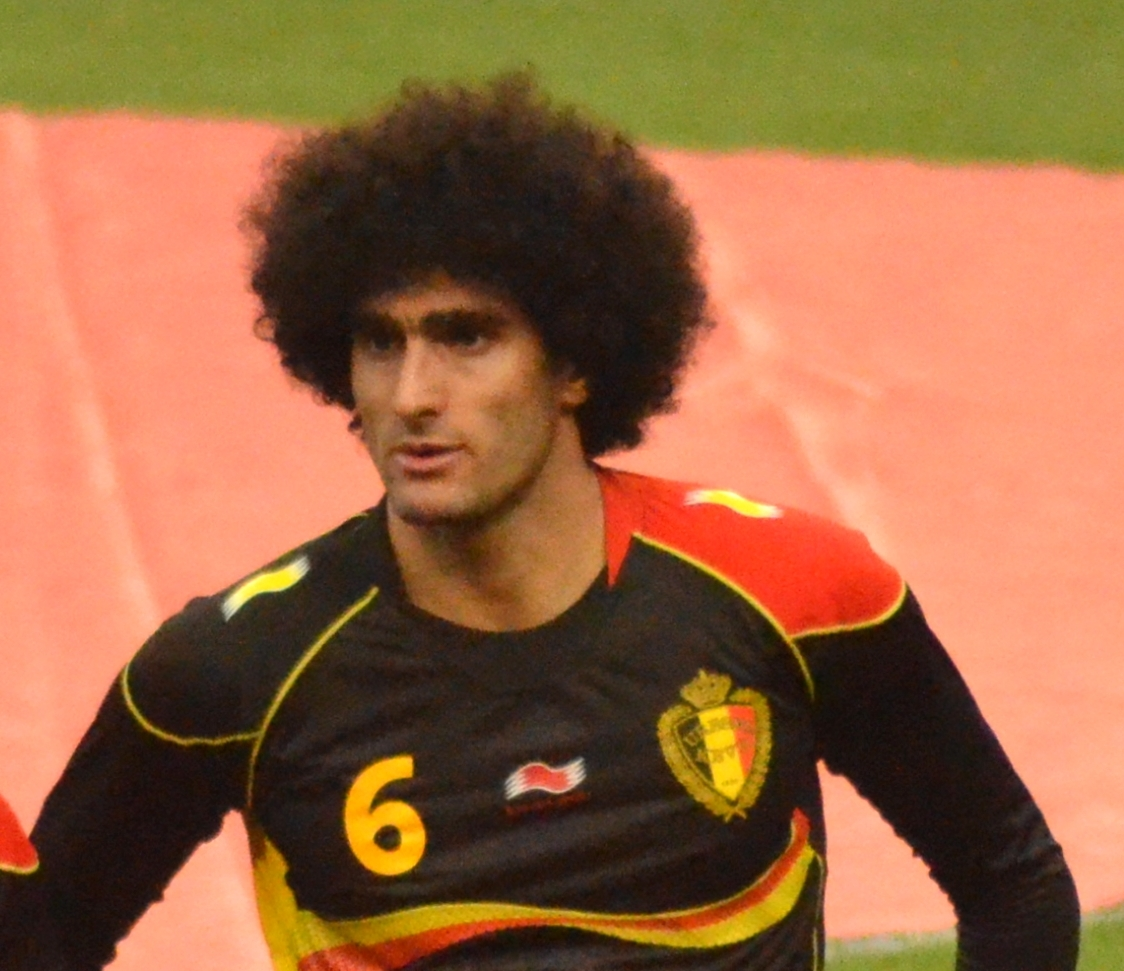
Marouane Fellaini (middenvelder)
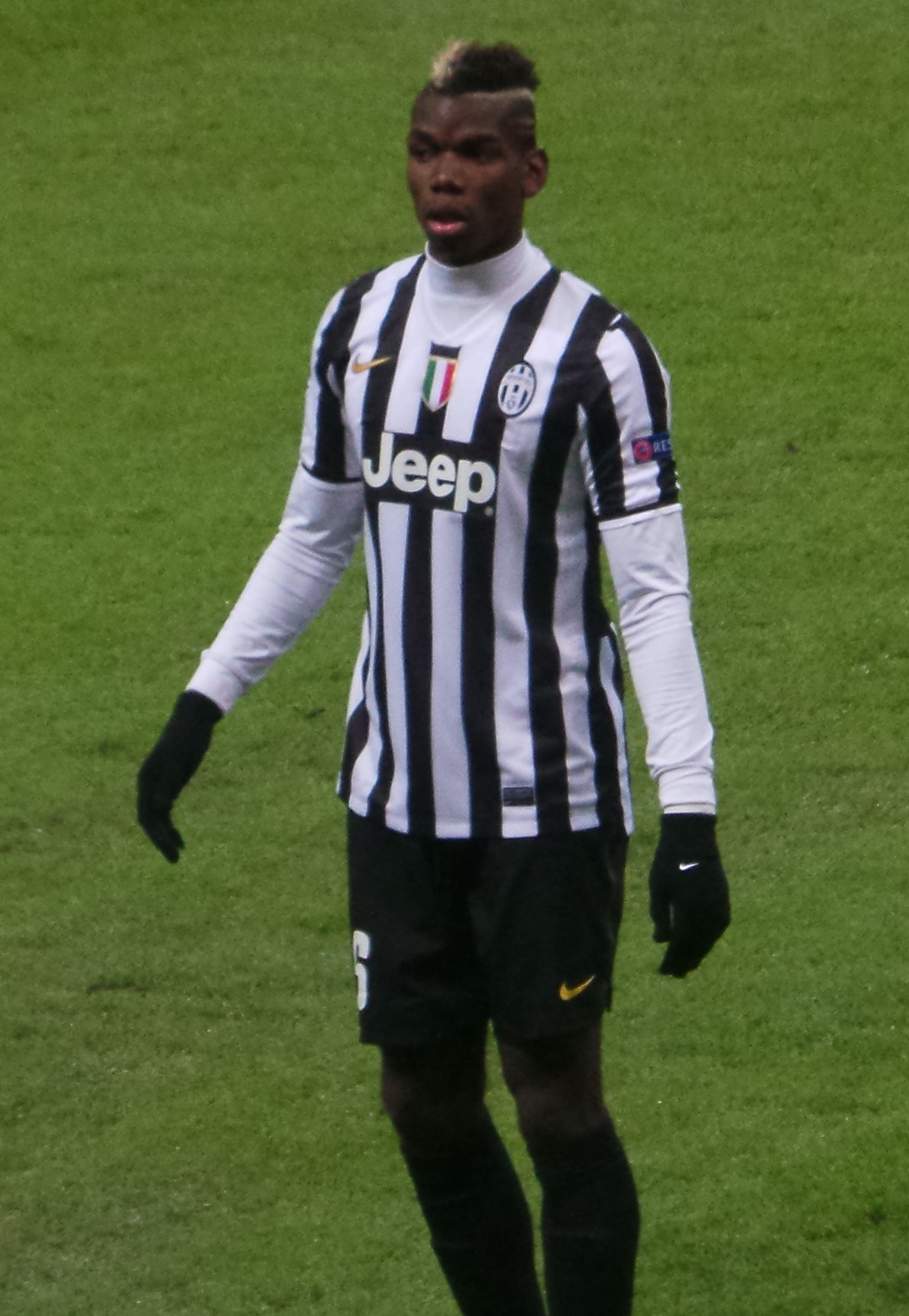
Paul Pogba (middenvelder)
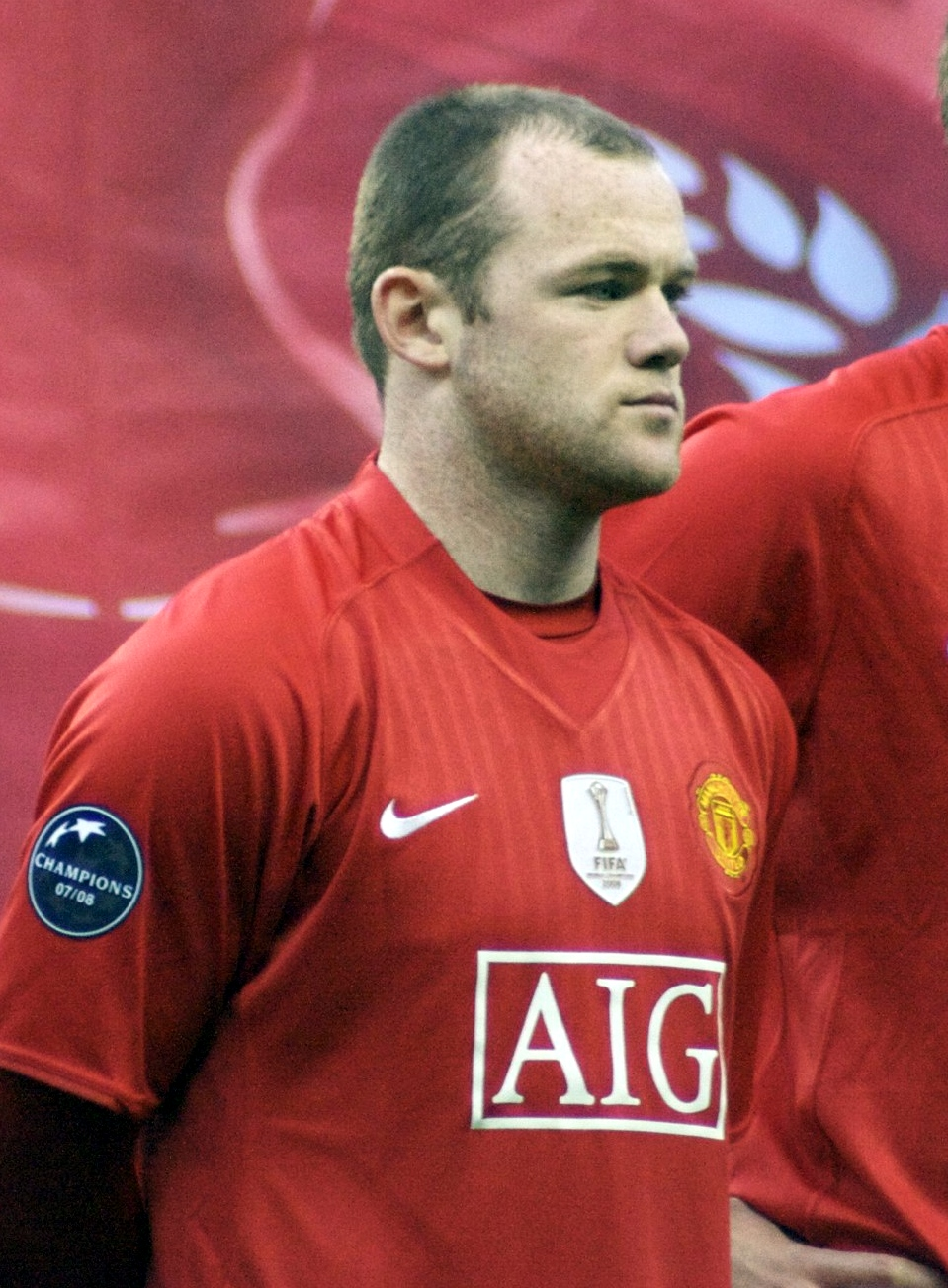
Wayne Rooney (aanvaller)
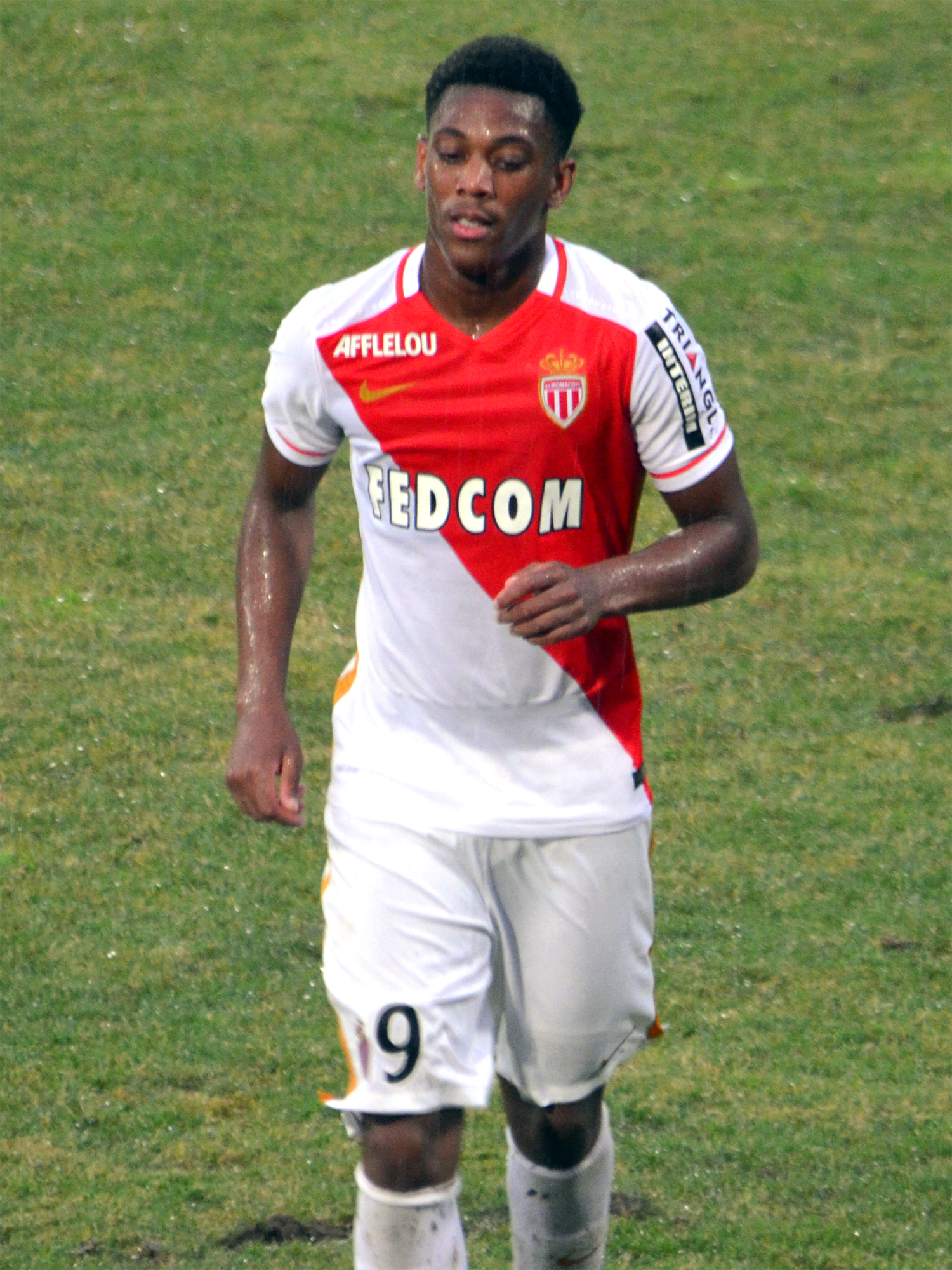
Anthony Martial (aanvaller)
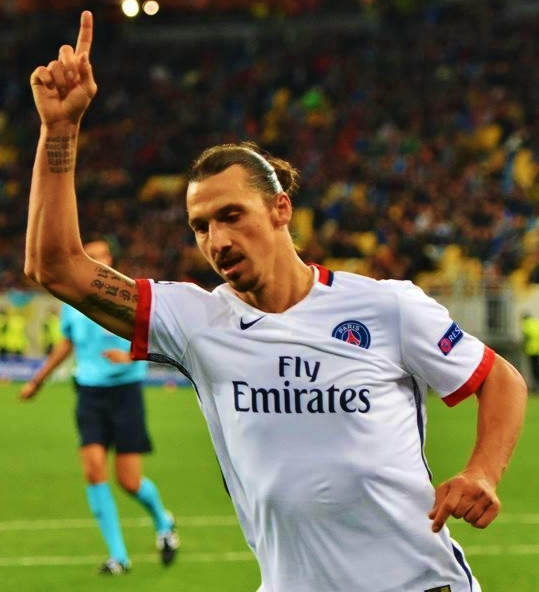
Zlatan Ibrahimović (aanvaller)